# Ignominia
La ignominia es una ofensa pública que sufre el honor o la dignidad de una persona o un grupo social, es decir deshonor, descrédito de quien ha perdido el respeto de los demás a causa de una probable acción indigna o vergonzosa. Es sinónimo de injuria y vergüenza. 
También era uno de los castigos militares de los romanos, y de los más afrentosos.
Solo podían imponerlo los censores. Al reo condenado a la ignominia se le mandaba atacar de los primeros los atrincheramientos enemigos; otras veces se le exponía al público sin la cintura o ceñidor militar o haciéndosela llevar floja y de una manera afeminada. A algunos se les hacía descender uno o dos grados del que ocupaban. Se solía castigarlos también con el acre (acre: Forma de castigo que se aplicaba por medio de olores putrefactos o picantes)

## Citas
“Los sabios heredarán honra, Más los necios llevarán ignominia.”
Proverbios 3:35
Biblia de referencia Thompson con versículos en cadena temática.
Versión Reina-Valera Revisión de 1960

- Datos: Q5913702
- Citas célebres: Ignominia